# José Bautista Acosta
José Bautista Acosta Lorenzo, más conocido como Pepe Arias, (Tazacorte, Santa Cruz de Tenerife, España, 8 de septiembre de 1936 — 1 de marzo de 2012) fue un futbolista español que se desempeñaba como defensa.

## Clubes
| Club           | País   | Año       |
| -------------- | ------ | --------- |
| C. D. Tenerife | España | 1960-1961 |
| C. D. Málaga   | España | 1961-1973 |